# إيغرم ن أوكدال
إيغرم ن أوݣدال هي قرية ريفية في إقليم ورززات ضمن درعة تافيلالت بالمغرب. كان مجموع عدد سكان بلدية إيغرم ن أوݣدال 	14.014 نسمة يعيشون في 2.209 أسرة.(تعداد السكان الرسمي 2004)